# قراز مخوذ
 قراز مخوّذ (الاسم العلمي:Pauxi pauxi) هو نوع من الطيور يتبع جنس القراز بوكسي من فصيلة القرازية.